# 海宁县 (浙江省)
海寧縣，是大明、大清、中華民國和中華人民共和國設置的縣。初於大明由海寧州降格而置，屬浙江承宣布政使司杭州府。大清沿襲，屬浙江省杭州府，後復升為散州，仍屬浙江省杭州府。中華民國建立後復降為縣，屬浙江省；中華人民共和國建立後沿襲，仍屬浙江省。1986年撤海寧縣、置海寧市。

## 歷史

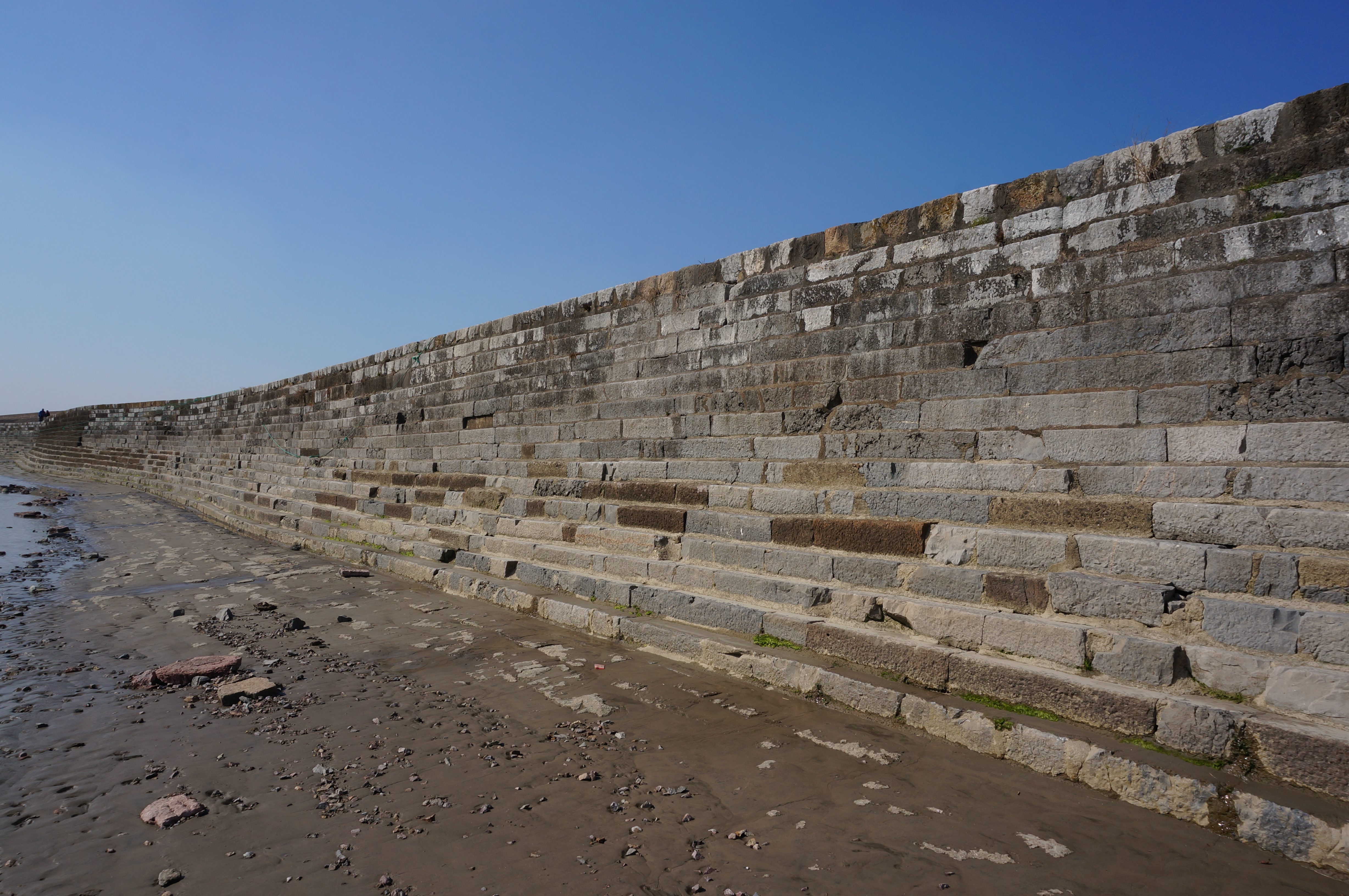
钱塘江的潮灾与海塘（图）的大规模修筑是导致海宁行政地位变化的重要因素之一。

大明洪武二年（1369年），海寧州被降为海宁县，属杭州府:142。大清沿此制，至乾隆三十八年（1773年），因属海疆要地、賦重差繁，兼有塘工修築，故復升为散州，仍属杭州府:143:22。1911年11月6日，海宁州城（今盐官镇）光复。民国元年（1912年）二月復降州为县:25，属钱塘道。1927年废道制，属浙江省政府。
1949年5月7日，中国人民解放军第三野战军第七兵团二十三军六十七师一九九团在师副政委李彬山和团长梁培元的率领下，由地下工作者唐为平作向导，自临平攻入海宁县城盐官镇，宣布海寧縣的政權正式由中國國民黨轉移至中國共產黨。军民在盐官镇安国寺前的广场上举行庆祝海宁政权转移的大会，先由驻军暂时接管海宁。5月17日，中共海宁县委在湖州成立，宋杰之任首任县委书记，曾永源任首任县长，并于18日抵达盐官镇，开始建立政权。5月20日，海宁县人民政府在盐官镇成立，开始接管工作。6月9日，县治遷硖石镇，属嘉兴专区:28。1950年，海盐县沈荡区狮岭乡的两个村和桐乡县屠甸区的七个村并入海宁县。1958年11月，海盐县撤销，并入海宁县。1961年12月，海盐县恢复，除狮岭公社仍属海宁，其余原属于海盐的行政区划归，县人民政府驻硖石镇。1986年11月22日，中华人民共和国国务院批准撤销海宁县，改置海宁市:41。